# Anne McLaughlin
Pour les articles homonymes, voir McLaughlin.
Anne McLaughlin (née le 8 mars 1966) est une femme politique du parti national écossais (SNP), qui est députée pour Glasgow Nord-Est de 2015 à 2017 et de 2019 à 2024. Elle est auparavant membre du Parlement écossais de 2009 à 2011.

## Jeunesse et activité politique
McLaughlin vient de Greenock mais vit à Glasgow depuis de nombreuses années. Elle fréquente l'école secondaire de Port Glasgow, où elle obtient son diplôme en 1984. Elle fréquente ensuite la Royal Conservatoire of Scotland et l'Université de Glasgow. Elle rejoint le SNP après l'élection partielle de Govan de 1988. 
Elle se présente à Glasgow Springburn aux élections du Parlement écossais de 2007, terminant deuxième, et s'est présentée à Glasgow Rutherglen aux élections générales britanniques de 2001 (terminant à nouveau deuxième) et à Glasgow Rutherglen aux élections du Parlement écossais de 2003. Elle est coordonnatrice de la campagne du SNP lorsque John Mason remporte l'élection partielle de 2008 à Glasgow-Est.

## Députée au Parlement écossais: 2009-2011
McLaughlin est membre du parlement régional pour Glasgow le 6 février 2009, à la suite du décès de Bashir Ahmad, en tant que suivante sur la liste régionale du SNP. Auparavant, elle est employée comme chercheuse pour le député écossais Bob Doris. Elle défend la cause des compétences linguistiques en anglais chez les écoliers de Glasgow.
Elle se présente dans la circonscription de Glasgow Provan aux élections du Parlement écossais de mai 2011, mais n'est pas élue.

## Élection partielle d'Inverclyde, 2011
Elle est choisie par les membres du parti lors d'une réunion de sélection à Greenock pour se présenter dans la circonscription d'Inverclyde lors de l'élection partielle de juin 2011 au Parlement britannique. Cependant, le parti travailliste conserve le siège à une majorité de 5 835 voix - contre 14 416 voix auparavant - et un taux de participation réduit.

## Députée au Parlement britannique
McLaughlin est élue au Parlement britannique lors des élections générales de 2015, pour la circonscription de Glasgow North East. Elle remporte le siège sur le député travailliste sortant Willie Bain sur un swing de 39%, battant le record du plus grand swing lors d'une élection générale. Elle perd de peu son siège au profit du candidat travailliste Paul Sweeney lors des élections générales anticipées de 2017.
McLaughlin reprend le siège de Sweeney lors de l'élection générale anticipée de 2019 avec une majorité de 2548 voix. Elle est battue en 2024.